# Wiesendangen (Szwajcaria)
Wiesendangen – miejscowość i gmina (Politische Gemeinde) w północnej Szwajcarii, w kantonie Zurych, w okręgu (Bezirk) Winterthur. 1 stycznia 2014 do gminy przyłączono gminę Bertschikon bei Attikon.   

## Demografia
W Wiesendangen mieszka 6710 osób. W 2022 roku 9,4% populacji gminy stanowiły osoby urodzone poza Szwajcarią.

## Transport
Przez teren gminy przebiegają autostrady A1 i A7 oraz drogi główne nr 1, nr 838, nr 840 i nr 842.